# Gabriele Appel
Gabriele Appel   (Viersen, 17 de gener de 1958) és una ex-jugadora d'hoquei sobre herba alemanya que va competir sota la bandera de República Federal Alemanya durant les dècades de 1970 i 1980.
El 1984 va prendre part en els Jocs Olímpics de Los Angeles, on guanyà la medalla de plata en la competició d'hoquei sobre herba. Quatre anys més tard, als Jocs de Seül, fou cinquena en la mateixa competició.
En el seu palmarès també destaquen dues medalles d'or i dues de plata a la Copa del món d'hoquei sobre herba i tres d'or al Campionat d'Europa d'hoquei sala. Durant la seva carrera esportiva disputà 209 partits amb la selecció nacional, dels quals 28 foren en sala. A nivell de clubs s'inicià amb el Viersener THC. El 1977 fitxà pel RTHC Bayer Leverkusen, el 1978 per l'Hamburg i el 1979 guanyà la lliga alemanya amb el Großflottbeker THGC. Amb tot, fou amb el Klipper THC on jugà més anys.